# Larkman-Nunatak
Der Larkman-Nunatak ist ein großer, isolierter und 2660 m hoher Nunatak in der antarktischen Ross Dependency. Er ragt 20 km östlich des Mauger-Nunataks am südöstlichen Ende der Grosvenor Mountains auf. 
Entdeckt wurde er von Teilnehmern einer von 1961 bis 1962 durchgeführten Kampagne im Rahmen der New Zealand Geological Survey Antarctic Expedition. Benannt ist er nach Alfred Herbert Larkman (1890–1962), dem Chefingenieur der Aurora als Mitglied der Ross Sea Party im Rahmen der Endurance-Expedition (1914–1917) unter der Leitung des britischen Polarforschers Ernest Shackleton.